# Marko Šuler
Marko Šuler (pronunciación en esloveno: /ˈmarko ˈʃulər/; Slovenj Gradec, RFS de Yugoslavia, 9 de marzo de 1983) es un exfutbolista y actual dirigente deportivo esloveno. En su etapa como jugador profesional se desempeñaba como defensa. Fue presidente del NK Dravograd entre 2020 y 2021. Actualmente trabaja como director deportivo del NK Maribor.

## Selección nacional
Fue internacional con la selección eslovena en 39 ocasiones y convirtió 3 goles.

### Participaciones en Copas del Mundo
| Mundial                        | Sede      | Resultado      | Partidos | Goles |
| ------------------------------ | --------- | -------------- | -------- | ----- |
| Copa Mundial de Fútbol de 2010 | Sudáfrica | Fase de grupos | 3        | 0     |

## Clubes
| Club                       | País      | Año       |
| -------------------------- | --------- | --------- |
| NK Dravograd               | Eslovenia | 2001-2004 |
| ND Gorica                  | Eslovenia | 2004-2008 |
| KAA Gante                  | Bélgica   | 2008-2012 |
| → Hapoel Tel Aviv (cedido) | Israel    | 2012      |
| Legia de Varsovia          | Polonia   | 2012-2013 |
| NK Maribor                 | Eslovenia | 2014-2019 |

## Palmarés

### Campeonatos nacionales
| Título                 | Club              | País      | Año  |
| ---------------------- | ----------------- | --------- | ---- |
| Segunda Liga           | NK Dravograd      | Eslovenia | 2002 |
| Primera Liga           | ND Gorica         | Eslovenia | 2005 |
| Primera Liga           | ND Gorica         | Eslovenia | 2006 |
| Copa de Bélgica        | KAA Gante         | Bélgica   | 2010 |
| Copa de Israel         | Hapoel Tel Aviv   | Israel    | 2012 |
| Ekstraklasa            | Legia de Varsovia | Polonia   | 2013 |
| Copa de Polonia        | Legia de Varsovia | Polonia   | 2013 |
| Primera Liga           | NK Maribor        | Eslovenia | 2014 |
| Supercopa de Eslovenia | NK Maribor        | Eslovenia | 2014 |
| Primera Liga           | NK Maribor        | Eslovenia | 2015 |
| Copa de Eslovenia      | NK Maribor        | Eslovenia | 2016 |
| Primera Liga           | NK Maribor        | Eslovenia | 2017 |
| Primera Liga           | NK Maribor        | Eslovenia | 2019 |

### Distinciones individuales
| Distinción                                                | Año  |
| --------------------------------------------------------- | ---- |
| Incluido en el Once Ideal de la Primera Liga de Eslovenia | 2017 |